# 伯氏马先蒿
伯氏马先蒿（学名：Pedicularis petitmenginii）为列当科马先蒿属的植物，为中国的特有植物。分布于中国大陆的四川等地，生长于海拔3,100米至3,850米的地区，见于林缘、林下及草地上，目前尚未由人工引种栽培。